# Narcissus carringtonii
Narcissus carringtonii är en amaryllisväxtart som beskrevs av Rozeira. Narcissus carringtonii ingår i släktet narcisser, och familjen amaryllisväxter.
Artens utbredningsområde är Portugal. Inga underarter finns listade i Catalogue of Life.